# Dernière Nuit à Milan
Pour plus de détails, voir Fiche technique et Distribution.
Dernière Nuit à Milan (L'ultima notte di Amore) est un thriller italien de Andrea Di Stefano sorti en 2023.

## Synopsis
La veille de son départ à la retraite, le lieutenant de police Franco Amore est attendu pour une fête organisée en son honneur par sa femme Viviana où ses collègues, sa famille et sa belle-famille sont réunis. Ils sont tous contents de côtoyer un policier dont la gentillesse est reconnue par tous et qui « n'a pas tiré un coup de feu sur une personne de toute sa carrière durant 35 ans de service ». Au retour de son jogging, alors qu'il est accueilli à sa grande surprise à la fête, il reçoit un appel insistant de son chef lui demandant de venir de toute urgence pour une intervention...

## Fiche technique
Sauf indication contraire, les informations mentionnées dans cette section peuvent être confirmées par les bases de données cinématographiques IMDb et Allociné,  présentes dans la section « Liens externes ».
- Titre original : L'ultima notte di Amore
- Titre français : Dernière Nuit à Milan
- Réalisation et scénario : Andrea Di Stefano
- Musique : Santi Pulvirenti (it)
- Décors : Carmine Guarino (it)
- Costumes : Olivia Bellini
- Photographie : Guido Michelotti
- Montage : Giogiò Franchini (it)
- Son : Alessandro Rolla (it)
- Production : Marco Cohen, Marco Colombo, Fabrizio Donvito, Benedetto Habib, Francesco Melzi d'Eril et Daniel Campos Pavoncelli
  - Production déléguée : Alessandro Mascheroni
  - Production exécutive : Fabio Lombardelli
- Sociétés de production : Indiana Production et Memo Films
- Société de distribution : Universal Pictures
- Pays de production :  Italie
- Langue originale : italien
- Format : couleur — 35 mm[1] (Kodak) — 2,35:1
- Genre : thriller et policier
- Durée : 125 minutes
- Dates de sortie :
  - Allemagne : 24 février 2023 (Berlinale)
  - Italie : 9 mars 2023
  - France : 4 avril 2023 (Reims Polar)[2],[3] ; 7 juin 2023 (en salles)
  - Suisse : 30 juin 2023 (Festival international du film fantastique de Neuchâtel)
- Classification[4] :
  - France : tous publics

## Distribution
Sauf indication contraire ou complémentaire, les informations mentionnées dans cette section proviennent du générique de fin de l'œuvre audiovisuelle présentée ici.
- Pierfrancesco Favino (VF : Joël Zaffarano) : Franco Amore
- Linda Caridi (VF : Cindy Tempez) : Viviana
- Antonio Gerardi (VF : Bruno Magne) : Cosimo
- Francesco Di Leva (VF : Jean-Rémi Tichit) : Dino
- Camilla Semino Favro (it) (VF : Julia Bouteville) : Daria, l'adjudante
- Martin Francisco Montero Baez (VF : Kaycie Chase) : Ernesto
- Mao Wen (VF : Bô Gaultier de Kermoal) : Bao Zhang, le boss chinois
- Xu Ruichi (VF : Anatole Yun) : le gendre du boss chinois
- Matilde Vigna (VF : Sandrine Moaligou) : Nureyev
- Emiliano Brioschi (VF : François Delaive) : Fulvio
- Fifi Wang (VF : Sophie Chen) : Feifei
- Anna Coppola (VF : Isabelle Leprince) : la procureure
- Francesco Villano (VF : Yann Guillemot) : le commissaire Sarno
- Carlo Gallo (VF : Hughes Boucher) : Tito
- Alfonso Veneroso (VF : Eric Peter) : le lieutenant Attili
- Pang Bo : Mission
- Shi Yang Shi : Chunba

## Bande originale
La musique originale est composée par Santi Pulvirenti.

### Liste des titres de la bande originale commercialisée
| 1.  | Fate Tiptoes to a Party        | Santi Pulvirenti | 4:05 |
| 2.  | Last Night                     | Santi Pulvirenti | 4:29 |
| 3.  | Fathers                        | Santi Pulvirenti | 3:00 |
| 4.  | The Mechanics of Amore         | Santi Pulvirenti | 4:31 |
| 5.  | The Ambition of Being Honest   | Santi Pulvirenti | 3:41 |
| 6.  | Spectrum                       | Santi Pulvirenti | 3:44 |
| 7.  | Alba                           | Santi Pulvirenti | 3:53 |
| 8.  | The Brain of a Dying Man       | Santi Pulvirenti | 2:50 |
| 9.  | Melò Dia                       | Santi Pulvirenti | 3:21 |
| 10. | The Sky Is Looking Down at You | Santi Pulvirenti | 4:11 |
| 11. | The Carp                       | Santi Pulvirenti | 3:03 |
| 12. | Don't Do It                    | Santi Pulvirenti | 4:05 |
| 13. | Milano da bere                 | Santi Pulvirenti | 2:17 |

## Accueil

### Critiques
En France, le site Allociné propose une moyenne de 3,5⁄5, fondée sur 18 critiques de presse.
Selon Jean-François Rauger du Monde, « Réalisateur et scénariste, Andrea Di Stefano s’est amusé à décortiquer quelques heures de tension et divers coups de théâtre au cours desquels la vie et la réputation d’un homme sont en péril ».

### Box-office
| Pays ou région | Box-office      | Date d'arrêt du box-office | Nombre de semaines |
| -------------- | --------------- | -------------------------- | ------------------ |
| France         | 102 296 entrées | 2 août 2023                | 8                  |
| Italie         | 525 424 entrées | 3 septembre 2023           | 26                 |
| Mondial        | 4 830 466 $     | 31 décembre 2023           |                    |